# A Canine Rival
A Canine Rival è un cortometraggio muto del 1914 diretto da C.J. Williams. Ottavo episodio di Wood B. Wedd, serie a un rullo della Edison.

## Produzione
Il film fu prodotto dalla Edison Company.

## Distribuzione
Distribuito dalla General Film Company, il film - un cortometraggio in una bobina - uscì nelle sale cinematografiche degli Stati Uniti il 27 luglio 1914.